# Аврши
Аврши (фр. Avrechy) насеље је и општина у североисточној Француској у региону Пикардија, у департману Оаза која припада префектури Клермон.
По подацима из 2011. године у општини је живело 1.126 становника, а густина насељености је износила 90,88 становника/km². Општина се простире на површини од 12,39 km². Налази се на средњој надморској висини од 80 метара (максималној 158 m, а минималној 62 m).

## Демографија
| 1962. | 1968. | 1975. | 1982. | 1990. | 1999. | 2011. |
| ----- | ----- | ----- | ----- | ----- | ----- | ----- |
| 423   | 493   | 655   | 895   | 1.032 | 1.060 | 1.126 |

График промене броја становника у току последњих година